# شاریپوو (شهرستان کوشنارنکوفسکی، باشقیرستان)
شاریپوو (انگلیسی: Sharipovo, Kushnarenkovsky District, Republic of Bashkortostan) یک شهرک در شهرستان کوشنارنکوفسکی جمهوری باشقیرستان در کشور روسیه است.